# Lista de membros titulares da Academia Brasileira de Ciências empossados em 2022
Esta lista contém os nomes dos membros titulares da Academia Brasileira de Ciências empossados em 2022.
| Imagem | Nome                              | Datas de nascimento e falecimento | Local de nascimento     | Área de especialização | Alma mater             | Data de posse         | Conhecido por                                                                                                   | Referências |
| ------ | --------------------------------- | --------------------------------- | ----------------------- | ---------------------- | ---------------------- | --------------------- | --- | ----------- |
|        | Robert David Morris               | 30 de janeiro de 1981             | Reino Unido             | Ciências Matemáticas   | Cambridge              | 01 de janeiro de 2022 | | [ 2 ]       |
|        | Débora Peres Menezes              | 26 de fevereiro de 1962           | São Paulo, SP           | Ciências Físicas       | USP                    | 01 de janeiro de 2022 | | [ 3 ]       |
|        | Marcelo Knobel                    | 18 de julho de 1968               | Buenos Aires, Argentina | Ciências Físicas       | UNICAMP                | 01 de janeiro de 2022 | | [ 4 ]       |
|        | Adriano Defini Andricopulo        |                                   |                         | Ciências Químicas      |                        | 01 de janeiro de 2022 | |             |
|        | Liane Marcia Rossi, Wiki EN       | 20 de julho de 1972               |                         | Ciências Químicas      | UFRGS                  | 01 de janeiro de 2022 | | [ 5 ]       |
|        | Fernando Flecha de Alkmim         | 9 de novembro de 1955             |                         | Ciências da Terra      | UFOP                   | 01 de janeiro de 2022 | | [ 6 ]       |
|        | Ana Tereza Ribeiro de Vasconcelos | 18 de agosto de 1962              |                         | Ciências Biológicas    | UFRJ                   | 01 de janeiro de 2022 | | [ 7 ]       |
|        | Fabrício Rodrigues dos Santos     | 11 de dezembro de 1966            |                         | Ciências Biomédicas    | UFMG                   | 01 de janeiro de 2022 | | [ 8 ]       |
|        | Thereza Christina Barja Fidalgo   | 05 de julho de 1954               |                         | Ciências Biomédicas    | UFRJ                   | 01 de janeiro de 2022 | | [ 9 ]       |
|        | Ester Cerdeira Sabino             | 19 de fevereiro de 1960           | São Paulo, SP           | Ciências da Saúde      | USP                    | 01 de janeiro de 2022 | Prêmio Ester Sabino, concedido pela Secretaria de Desenvolvimento e Academia de Ciências do Estado de São Paulo | [ 10 ]      |
|        | Fatima Maria de Souza Moreira     | 03 de julho de 1953               |                         | Ciências Agrárias      | UFRRJ                  | 01 de janeiro de 2022 | | [ 11 ]      |
|        | Claudia Lee Williams Fonseca      | 20 de outubro de 1947             | Boston, EUA             | Ciências Sociais       | Universidade do Kansas | 01 de janeiro de 2022 | | [ 12 ]      |
|        | Niéde Guidon                      | 12 de março de 1933               | Jaú, SP                 | Ciências Sociais       | USP                    | 01 de janeiro de 2022 | | [ 13 ]      |